# Lucy McRae
Pour les articles homonymes, voir McRae.
 (janvier 2019).
Lucy McRae (née en 1979) est une artiste britano-australienne spécialisée en conception.
Utilisant la technologie pour effectuer des conceptions qu'elle nomme body architecture, McRae a produit plusieurs œuvres qui sont exposées, notamment, au Science Museum de Londres, à la Royal Academy, au Centre national d'art et de culture Georges-Pompidou, à la Biennale de Venise et à la Science Gallery de Melbourne. Connue par les conférences TED, elle a également donné des conférences à l'Institut royal de technologie de Melbourne, au media lab du Massachusetts Institute of Technology, au Central Saint Martins College of Art and Design, au Festival du film de Tribeca, à Hyper Island et à The Bartlett. Elle a été désignée comme l'une des « cinquante personnes qui forgent le futur » d'après Fast Company.

## Biographie
McRae naît à Londres en 1979. Elle étudie le ballet classique à Melbourne, puis le design intérieur à l'université RMIT. Après ses études, elle déménage à Londres, puis travaille chez Philips Design, aux Pays-Bas, en 2006. Elle y dirige leur laboratoire de recherche Far Future Design. L'équipe développe, notamment, une robe intelligente pouvant s'adapter aux émotions de la personne qui la porte. Celle-ci sera désignée comme l'une des inventions de l'année 2007 par le Time.
C'est chez Philips Design que McRae rencontre Bart Hess, un designer danois, avec qui elle fera plusieurs co-créations.